# Didier Hoyer
Didier Hoyer (* 3. Februar 1961 in Boulogne-sur-Mer) ist ein ehemaliger französischer Kanute.

## Erfolge
Didier Hoyer nahm dreimal an Olympischen Spielen im Zweier-Canadier teil, bei denen er in allen Wettkämpfen, bei denen er startete, auch das Finale erreichte. 1984 ging er in Los Angeles mit Éric Renaud in zwei Wettbewerben an den Start. Über 500 Meter verpassten sie als Vierte knapp einen Medaillengewinn, der ihnen anschließend über 1000 Meter doch noch gelang. Sie schlossen den Endlauf nach 3:48,01 Minuten auf dem dritten Platz ab, hinter den siegreichen Rumänen Ivan Patzaichin und Toma Simionov sowie den Jugoslawen Matija Ljubek und Mirko Nišović.
Vier Jahre darauf in Seoul schloss Hoyer den Endlauf über 1000 Meter mit Pascal Sylvoz auf dem achten Platz ab. Bei den Olympischen Spielen 1992 in Barcelona war Olivier Boivin sein Partner. Auf der 500-Meter-Strecke wurden die beiden zunächst Sechste, ehe ihnen über die 1000-Meter-Distanz der Gewinn der Bronzemedaille gelang. Sie beendeten das Rennen in 3:39,51 Minuten hinter den deutschen und den dänischen Teams.
Bereits 1986 gewann Hoyer in Montreal bei den Weltmeisterschaften die Bronzemedaille im Einer-Canadier über 10.000 Meter. Im Zweier-Canadier gelang ihm 1989 in Plowdiw mit Olivier Boivin sowohl über 1000 Meter als auch über 10.000 Meter der Gewinn der Silbermedaille. 1991 in Paris sicherten sich Hoyer und Boivin über 500 Meter Bronze und über 1000 Meter Silber. Bei den Mittelmeerspielen 1991 in Athen gewann Hoyer in diesen beiden Disziplinen jeweils die Goldmedaille.